# Bruce Wilson
Bruce Alec Wilson (Vancouver, 20 de junho de 1951) é um ex-futebolista profissional canadiano, que atuava como defensor.

## Carreira
Bruce Wilson fez parte do elenco da histórica Seleção Canadense de Futebol da Copa do Mundo de 1986 